# Tenedor (ajedrez)
|       |       |       |       |       |       |       |       |    |  |
|       | a8 rd | b8    | c8    | d8    | e8    | f8    | g8 kd | h8 |  |
| a7    | b7 pd | c7    | d7 qd | e7    | f7 pd | g7 bd | h7 pd |    |  |
| a6    | b6    | c6    | d6    | e6    | f6    | g6 pd | h6    |    |  |
| a5    | b5    | c5 pl | d5 pd | e5    | f5    | g5    | h5    |    |  |
| a4 pd | b4    | c4    | d4    | e4 nd | f4 ql | g4    | h4    |    |  |
| a3 pl | b3    | c3    | d3    | e3    | f3 pl | g3    | h3    |    |  |
| a2 bl | b2    | c2    | d2 bl | e2    | f2    | g2 pl | h2 pl |    |  |
| a1    | b1    | c1 rl | d1    | e1    | f1    | g1    | h1 kl |    |  |
|       |       |       |       |       |       |       |       |    |  |

Después de 33...Cf2+ 34.Rg1 (el único movimiento legal) 34...Cd3, el blanco abandonó. En la posición final el caballo negro está haciendo un tenedor a la dama y a la torre blanca, de tal manera que si se mueve la dama, el blanco perderá una calidad.
|    |       |    |       |    |       |       |       |    |  |
|    | a8 rd | b8 | c8    | d8 | e8    | f8    | g8    | h8 |  |
| a7 | b7    | c7 | d7 kd | e7 | f7    | g7    | h7    |    |  |
| a6 | b6 nl | c6 | d6    | e6 | f6    | g6    | h6    |    |  |
| a5 | b5 kl | c5 | d5    | e5 | f5    | g5    | h5    |    |  |
| a4 | b4    | c4 | d4    | e4 | f4    | g4 pd | h4    |    |  |
| a3 | b3    | c3 | d3    | e3 | f3 rl | g3    | h3 rl |    |  |
| a2 | b2    | c2 | d2    | e2 | f2    | g2    | h2    |    |  |
| a1 | b1    | c1 | d1    | e1 | f1    | g1    | h1    |    |  |
|    |       |    |       |    |       |       |       |    |  |

En ajedrez, un tenedor es una táctica que utiliza una pieza para atacar dos o más piezas oponentes al mismo tiempo, esperando una ganancia de material (capturando una de las piezas del oponente) porque el contrario sólo puede protegerse contra una de las dos (o más) amenazas. 
El tipo de tenedor se conoce comúnmente como el nombre de la pieza que lo realiza. Por ejemplo, en un tenedor de caballo, un caballo se mueve para atacar dos o más piezas enemigas en el mismo movimiento.  Cualquier tipo de pieza de ajedrez, incluyendo el rey, se puede convertir en una pieza tenedor.
Los caballos se utilizan a menudo para realizar tenedores: saltan a una posición desde donde atacan dos piezas.
Los peones también pueden realizar tenedores: moviéndose hacia delante, pueden atacar dos piezas: diagonalmente hacia la izquierda y hacia la derecha. En el diagrama de la derecha, el peón negro está haciendo un tenedor a las dos torres blancas.
Un movimiento de dama (reina) también ataca a menudo a dos piezas al mismo tiempo, pero típicamente sólo gana material si ambas piezas están indefensas o si una no está defendida y la opuesta es el rey contrario. Como la dama es normalmente más valiosa que las piezas a las que está atacando, normalmente sólo gana material capturando piezas indefensas. Sin embargo, la posibilidad de un tenedor de dama es una amenaza muy real cuando la dama tiene campo abierto, como es el caso de un final. Un tenedor con una dama protegida contra el rey y la dama contrarios suele ser una buena táctica para forzar el intercambio de damas.
El término tenedor real se utiliza algunas veces para describir la situación en que se realiza un tenedor al rey y a la dama y este es el peor tenedor posible, ya que de este escenario resulta la pérdida de la dama en la mayoría de los casos.
Los tenedores son frecuentemente utilizados como parte de una combinación que puede involucrar a otros tipos de tácticas de ajedrez.